# Кушайка
Кушайка — река в России, протекает через город Красноуральск Свердловской области. Устье реки находится в 149 км по левому берегу реки Салды. Длина реки Кушайки составляет 12 км.

## Данные водного реестра
По данным государственного водного реестра России, Кушайка относится к Иртышскому бассейновому округу, речному бассейну Иртыша, речному подбассейну Тобола. Водохозяйственный участок реки — Тура от истока до впадения реки Тагил.
Код объекта в государственном водном реестре — 14010501212111200004787.